# Angelina Girardetti
Angelina Girardetti (* 4. August 1947 in Olten) ist eine Schweizer Künstlerin in den Bereichen Bühnenbild, Film, Installation, Malerei und Zeichnung.

## Leben
Sie absolvierte zunächst eine Ausbildung zur Kostüm- und Modedesignerin in Lugano. Danach ging sie nach München, um dort Innenarchitektur zu studieren. Nach dem Abschluss mit Diplom absolvierte sie ein Kunststudium an der Akademie der Bildenden Künste München.
Ihre berufliche Laufbahn begann sie erst nach ihrer Heirat. Zunächst schuf sie experimentelle Fotoarbeiten. In den 1990er Jahren war sie längere Zeit im Ausland.

## Ausstellungen (Auswahl)
- frauen-art: 1987–1991. 18 Künstlerinnen im Frauenzentrum Rüsselsheim. Göttert, 1992, ISBN 3-922499-20-1.
- Unsere Besten. Bestand und Sammlung. 25 Jahre Frauenmuseum Bonn 2006, ISBN 3-928239-46-5.